# مايا هوك
مايا هوك (بالإنجليزية: Maya Hawke)‏ (مواليد 8 يوليو 1998)، هي ممثلة وعارضة أزياء ومغنية وكاتبة أغاني أمريكية. بدأت حياتها المهنية في عرض الأزياء. ظهرت لأول مرة على الشاشة في دور (جو مارش) في فيلم نساء صغيرات عام 2017.
حصلت على تقدير لقيامها بدور البطولة (روبن باكلي) في سلسلة الخيال العلمي أشياء غريبة من نتفليكس (2019 إلى الوقت الحاضر)، وظهرت في أفلام: حدث ذات مرة في هوليوود (2019)، شارع الخوف الجزء الأول (1994)، وتنفيذ الانتقام (2022). أصدرت ألبومين موسيقيين هما Blush عام 2020 و Moss عام 2022.

## الأعمال

### أفلام
| السنة | الفيلم                       | الدور            |
| ----- | ---------------------------- | ---------------- |
| 2019  | حدث ذات مرة في هوليوود       | فلور تشايلد      |
| 2021  | الدراسات الإيطالية           | ايرين            |
| 2021  | شارع الخوف الجزء الأول: 1994 | هيذر واتكينز     |
| 2022  | تنفيذ الانتقام               | إليانور ليفيتان  |
| 2023  | مدينة الكويكب                | جون دوغلاس       |
| 2023  | مايسترو                      | جيمي بيرنشتاين   |
| 2023  | غرفة القتل                   | كريس             |
| 2024  | قلبا وقالبا 2                | قلق (تمثيل صوتي) |

### مسلسلات
| السنة     | الفيلم           | الدور      |
| --------- | ---------------- | ---------- |
| 2019–2025 | أشياء غريبة      | روبن باكلي |
| 2020      | طائر الرب الصالح | آني براون  |

## الجوائز والترشيحات
| السنة | الجائزة/المهرجان                             | الفئة                                         | العمل          | النتيجة | مرجع        |
| ----- | -------------------------------------------- | --------------------------------------------- | -------------- | ------- | ----------- |
| 2019  | جائزة زحل                                    | أفضل ممثلة مساعدة                             | أشياء غريبة    | فوز     | [ 4 ] [ 5 ] |
| 2019  | مهرجان هانتر ماونتن السينمائي                | أفضل ممثلة                                    | As They Slept  | فوز     | [ 5 ]       |
| 2019  | جوائز شبكة صورة المرأة                       | أفضل ممثلة في فيلم أو مسلسل قصير من إنتاج MFT | Little Women   | فوز     | [ 6 ] [ 5 ] |
| 2022  | حفل توزيع جوائز جمعية نقاد هوليوود للتلفزيون | أفضل ممثلة مساعدة في مسلسل درامي              | أشياء غريبة    | رُشِّح     | [ 7 ] [ 5 ] |
| 2023  | جوائز إم تي في للأفلام                       | أفضل ثنائي (مع كاميلا مينديز)                 | تنفيذ الانتقام | رُشِّح     | [ 7 ] [ 5 ] |

## روابط خارجية
- مايا هوك على موقع IMDb (الإنجليزية)
- مايا هوك على موقع ميتاكريتيك (الإنجليزية)
- مايا هوك على موقع روتن توميتوز (الإنجليزية)
- مايا هوك على موقع ألو سيني (الفرنسية)
- مايا هوك على موقع ميوزك برينز (الإنجليزية)
- مايا هوك على موقع أول موفي (الإنجليزية)
- مايا هوك على موقع أول ميوزيك (الإنجليزية)
- مايا هوك على موقع ديسكوغز (الإنجليزية)
- مايا هوك على موقع قاعدة بيانات الفيلم (الإنجليزية)